# ESL ESEA Pro League Season 2
Die ESL ESEA Pro League Season 2 war die zweite Spielzeit der ESL ESEA Pro League. Sie startete am 15. September 2015 mit einem Spiel zwischen den Ninjas in Pyjamas und Team EnVyUs und endete mit dem Finalspiel der Offline-Finals am 13. Dezember 2015, welches fnatic gewinnen konnte. Sie verteidigten damit den Titel.

## EU League
An der Spitze der Tabelle der europäischen Liga setzten sich der Gewinner der Vorsaison fnatic sowie das dänische Lineup von Team SoloMid ab. Den ersten Tabellenplatz erlangte nach Saisonende TSM trotz zweier Niederlagen im direkten Duell gegen fnatic. Während sich Natus Vincere, Titan eSports, Team Dignitas und auch das deutsche Team mousesports im Vergleich zur Vorsaison verbessern konnten, erlebten Virtus.pro und die HellRaisers einen Absturz. Letztgenanntes Team muss gemeinsam mit Aufsteiger SK Gaming in der Relegation antreten. Das zweite deutsche Team Penta Sports verpasste den Klassenerhalt.

### EU Tabelle
| Rang | Team | Sp. | S | N | R+ | R- | Diff. | Punkte | Preisgeld |
| --- | --- | --- | --- | --- | --- | --- | --- | --- | --- |
| 01. | Team SoloMid | 22 | 18 | 4 | 342 | 215 | +127 | 54 | 18.000 $ |
| 02. | fnatic (G, M) | 22 | 17 | 5 | 337 | 255 | +082 | 51 | 16.500 $ |
| 03. | Natus Vincere | 22 | 14 | 8 | 325 | 267 | +058 | 42 | 15.000 $ |
| 04. | Team EnVyUs | 22 | 14 | 8 | 311 | 266 | +045 | 42 | 13.500 $ |
| 05. | Titan eSports | 22 | 12 | 10 | 270 | 294 | −024 | 36 | 13.000 $ |
| 06. | Team Dignitas | 22 | 12 | 10 | 269 | 287 | −018 | 36 | 11.500 $ |
| 07. | Ninjas in Pyjamas                                                                                                  | 22 | 11 | 11 | 294 | 265 | +029 | 33 | 10.000 $ |
| 08. | mousesports (R) | 22 | 9 | 13 | 278 | 298 | −020 | 27 | 08.500 $ |
| 09. | Virtus.pro | 22 | 8 | 14 | 257 | 322 | −065 | 24 | 07.000 $ |
| 10. | SK Gaming (N) | 22 | 6 | 16 | 256 | 304 | −048 | 18 | 05.500 $ |
| 11. | HellRaisers | 22 | 6 | 16 | 243 | 304 | −061 | 18 | 04.000 $ |
| 12. | Penta Sports (R)                                                                                                   | 22 | 5 | 17 | 213 | 318 | −105 | 15 | 02.500 $ |
| Legende:  Qualifikation für die Offline-Finals  Teilnahme an den Relegationsspielen  Absteiger in die Premier Liga | Legende:  Qualifikation für die Offline-Finals  Teilnahme an den Relegationsspielen  Absteiger in die Premier Liga | Legende:  Qualifikation für die Offline-Finals  Teilnahme an den Relegationsspielen  Absteiger in die Premier Liga | (G) Gewinner der ESL ESEA Pro League Season 1 Offline-Finals: fnatic (M) Meister der ESL ESEA Pro League Season 1 EU Division: fnatic (R) Gewinner der Relegation der ESL ESEA Pro League Season 1 EU Division: mousesports, Penta Sports (N) Aufsteiger aus der ESEA EU Premier League Season 19: SK Gaming | (G) Gewinner der ESL ESEA Pro League Season 1 Offline-Finals: fnatic (M) Meister der ESL ESEA Pro League Season 1 EU Division: fnatic (R) Gewinner der Relegation der ESL ESEA Pro League Season 1 EU Division: mousesports, Penta Sports (N) Aufsteiger aus der ESEA EU Premier League Season 19: SK Gaming | (G) Gewinner der ESL ESEA Pro League Season 1 Offline-Finals: fnatic (M) Meister der ESL ESEA Pro League Season 1 EU Division: fnatic (R) Gewinner der Relegation der ESL ESEA Pro League Season 1 EU Division: mousesports, Penta Sports (N) Aufsteiger aus der ESEA EU Premier League Season 19: SK Gaming | (G) Gewinner der ESL ESEA Pro League Season 1 Offline-Finals: fnatic (M) Meister der ESL ESEA Pro League Season 1 EU Division: fnatic (R) Gewinner der Relegation der ESL ESEA Pro League Season 1 EU Division: mousesports, Penta Sports (N) Aufsteiger aus der ESEA EU Premier League Season 19: SK Gaming | (G) Gewinner der ESL ESEA Pro League Season 1 Offline-Finals: fnatic (M) Meister der ESL ESEA Pro League Season 1 EU Division: fnatic (R) Gewinner der Relegation der ESL ESEA Pro League Season 1 EU Division: mousesports, Penta Sports (N) Aufsteiger aus der ESEA EU Premier League Season 19: SK Gaming | (G) Gewinner der ESL ESEA Pro League Season 1 Offline-Finals: fnatic (M) Meister der ESL ESEA Pro League Season 1 EU Division: fnatic (R) Gewinner der Relegation der ESL ESEA Pro League Season 1 EU Division: mousesports, Penta Sports (N) Aufsteiger aus der ESEA EU Premier League Season 19: SK Gaming | (G) Gewinner der ESL ESEA Pro League Season 1 Offline-Finals: fnatic (M) Meister der ESL ESEA Pro League Season 1 EU Division: fnatic (R) Gewinner der Relegation der ESL ESEA Pro League Season 1 EU Division: mousesports, Penta Sports (N) Aufsteiger aus der ESEA EU Premier League Season 19: SK Gaming |

### EU Kreuztabelle
| EU League | EU League         |       | fnatic | Natus Vincere | Team EnVyUs | Titan eSports | Team Dignitas | Ninjas in Pyjamas | mousesports |       | SK Gaming | HellRaisers | Penta Sports |
| 1.        | Team SoloMid      |       | 20:22  | 19:16         | 16:9        | 16:5          | 16:6          | 16:5              | 16:13       | 16:11 | 16:11     | 16:14       | 16:3         |
| 2.        | fnatic            | 16:9  |        | 16:4          | 16:10       | 13:16         | 16:4          | 16:14             | 16:8        | 19:16 | 16:10     | 16:9        | 16:14        |
| 3.        | Natus Vincere     | 16:10 | 14:16  |               | 16:11       | 16:13         | 19:22         | 16:11             | 16:5        | 16:5  | 16:11     | 16:8        | 12:16        |
| 4.        | Team EnVyUs       | 16:12 | 16:5   | 13:16         |             | 12:16         | 16:8          | 8:16              | 16:14       | 19:16 | 16:10     | 16:9        | 12:16        |
| 5.        | Titan eSports     | 13:16 | 2:16   | 16:13         | 8:16        |               | 5:16          | 19:17             | 8:16        | 16:14 | 16:14     | 5:16        | 16:3         |
| 6.        | Team Dignitas     | 3:16  | 9:16   | 5:16          | 8:16        | 13:16         |               | 4:16              | 16:13       | 16:4  | 16:14     | 16:9        | 16:10        |
| 7.        | Ninjas in Pyjamas | 10:16 | 16:13  | 6:16          | 16:9        | 16:3          | 16:8          |                   | 8:16        | 16:13 | 12:16     | 11:16       | 16:7         |
| 8.        | mousesports       | 7:16  | 16:9   | 19:17         | 12:16       | 10:16         | 15:19         | 8:16              |             | 16:2  | 0:16      | 13:16       | 16:8         |
| 9.        | Virtus.pro        | 3:16  | 17:19  | 8:16          | 5:16        | 16:13         | 7:16          | 16:12             | 16:13       |       | 16:13     | 16:9        | 16:10        |
| 10.       | SK Gaming         | 4:16  | 16:13  | 13:16         | 11:16       | 9:16          | 8:16          | 9:16              | 11:16       | 8:16  |           | 16:6        | 16:6         |
| 11.       | HellRaisers       | 11:16 | 8:16   | 8:16          | 7:16        | 7:16          | 12:16         | 16:12             | 11:16       | 11:16 | 16:4      |             | 8:16         |
| 12.       | Penta Sports      | 1:16  | 7:16   | 16:6          | 13:16       | 9:16          | 11:16         | 4:16              | 13:16       | 16:8  | 11:16     | 3:16        |              |

## NA League
In der amerikanischen Liga wechselten viele Lineups vor und während der Saison die Organisation. Außerdem gab es in den Teams der hinteren Tabellenhälfte einige Spielerwechsel im Laufe der Spielzeit. Nach Saisonende nahm Team Liquid mit 18 von 22 möglichen Siegen die Tabellenspitze ein. Luminosity Gaming, Team Conquest und Counter Logic Gaming füllten das für die Offline-Finals qualifizierte Quartett. Cloud 9 als Meister der Vorsaison enttäuschte mit einem sechsten Platz. Am Tabellenende reihte sich Coastless, dessen Mitglieder sich während der Saison trennten. Alle Spiele des Teams wurden mit 0:16 bewertet. Die Relegationplätze nahmen SapphireKelownaDotCom und Method ein.

### NA Tabelle
| Rang | Team | Sp. | S | N | R+ | R- | Diff. | Punkte | Preisgeld |
| --- | --- | --- | --- | --- | --- | --- | --- | --- | --- |
| 01. | Team Liquid | 22 | 18 | 4 | 340 | 212 | +128 | 54 | 18.000 $ |
| 02. | Luminosity Gaming 1                                                                                                | 22 | 16 | 6 | 294 | 197 | +097 | 48 | 16.500 $ |
| 03. | Team Conquest 2 | 22 | 15 | 7 | 324 | 236 | +088 | 45 | 15.000 $ |
| 04. | Counter Logic Gaming                                                                                               | 22 | 14 | 8 | 301 | 245 | +056 | 42 | 13.500 $ |
| 05. | compLexity 3 | 22 | 12 | 10 | 341 | 293 | +048 | 36 | 13.000 $ |
| 06. | Cloud 9 (M) | 22 | 12 | 10 | 295 | 246 | +049 | 36 | 11.500 $ |
| 07. | 3sUP Enterprises 4                                                                                                 | 22 | 11 | 11 | 284 | 280 | +04 | 33 | 10.000 $ |
| 08. | Enemy (N) | 22 | 10 | 12 | 276 | 291 | −015 | 30 | 08.500 $ |
| 09. | SapphireKelownaDotCom (I)                                                                                          | 22 | 8 | 14 | 250 | 291 | −041 | 24 | 06.200 $ |
| 10. | Method (R) | 22 | 8 | 14 | 246 | 276 | −030 | 24 | 05.500 $ |
| 11. | Winterfox 5 | 22 | 8 | 14 | 270 | 302 | −032 | 24 | 04.000 $ |
| 12. | Coastless 6 7 (N)                                                                                                  | 22 | 0 | 22 | 0 | 352 | −352 | 0 | - |
| Legende:  Qualifikation für die Offline-Finals  Teilnahme an den Relegationsspielen  Absteiger in die Premier Liga | Legende:  Qualifikation für die Offline-Finals  Teilnahme an den Relegationsspielen  Absteiger in die Premier Liga | Legende:  Qualifikation für die Offline-Finals  Teilnahme an den Relegationsspielen  Absteiger in die Premier Liga | (M) Meister der ESL ESEA Pro League Season 1 NA Division: Cloud 9 (R) Gewinner der Relegation der ESL ESEA Pro League Season 1 EU Division: Method (N) Aufsteiger aus der ESEA NA Premier League Season 19: Coastless, Enemy (I) Teilnahme durch Einladung: SapphireKelownaDotCom | (M) Meister der ESL ESEA Pro League Season 1 NA Division: Cloud 9 (R) Gewinner der Relegation der ESL ESEA Pro League Season 1 EU Division: Method (N) Aufsteiger aus der ESEA NA Premier League Season 19: Coastless, Enemy (I) Teilnahme durch Einladung: SapphireKelownaDotCom | (M) Meister der ESL ESEA Pro League Season 1 NA Division: Cloud 9 (R) Gewinner der Relegation der ESL ESEA Pro League Season 1 EU Division: Method (N) Aufsteiger aus der ESEA NA Premier League Season 19: Coastless, Enemy (I) Teilnahme durch Einladung: SapphireKelownaDotCom | (M) Meister der ESL ESEA Pro League Season 1 NA Division: Cloud 9 (R) Gewinner der Relegation der ESL ESEA Pro League Season 1 EU Division: Method (N) Aufsteiger aus der ESEA NA Premier League Season 19: Coastless, Enemy (I) Teilnahme durch Einladung: SapphireKelownaDotCom | (M) Meister der ESL ESEA Pro League Season 1 NA Division: Cloud 9 (R) Gewinner der Relegation der ESL ESEA Pro League Season 1 EU Division: Method (N) Aufsteiger aus der ESEA NA Premier League Season 19: Coastless, Enemy (I) Teilnahme durch Einladung: SapphireKelownaDotCom | (M) Meister der ESL ESEA Pro League Season 1 NA Division: Cloud 9 (R) Gewinner der Relegation der ESL ESEA Pro League Season 1 EU Division: Method (N) Aufsteiger aus der ESEA NA Premier League Season 19: Coastless, Enemy (I) Teilnahme durch Einladung: SapphireKelownaDotCom | (M) Meister der ESL ESEA Pro League Season 1 NA Division: Cloud 9 (R) Gewinner der Relegation der ESL ESEA Pro League Season 1 EU Division: Method (N) Aufsteiger aus der ESEA NA Premier League Season 19: Coastless, Enemy (I) Teilnahme durch Einladung: SapphireKelownaDotCom |

### NA Kreuztabelle
| NA League | NA League             | Team Liquid | Luminosity Gaming | Team Conquest | Counter Logic Gaming | compLexity | Cloud 9 | 3sUP Enterprises | Enemy | Winterfox | SapphireKelownaDotCom | Method | Coastless |
| 1.        | Team Liquid           |             | 16:6              | 16:8          | 12:16                | 22:20      | 16:6    | 16:14            | 16:13 | 16:4      | 16:4                  | 16:6   | 16:0      |
| 2.        | Luminosity Gaming     | 9:16        |                   | 16:11         | 16:10                | 16:10      | 16:4    | 16:4             | 16:11 | 16:0 1    | 5:16                  | 7:16   | 16:0      |
| 3.        | Team Conquest         | 16:6        | 11:16             |               | 12:16                | 17:19      | 6:16    | 10:16            | 16:6  | 16:3      | 16:7                  | 16:13  | 16:0      |
| 4.        | Counter Logic Gaming  | 11:16       | 4:16              | 13:16         |                      | 3:16       | 16:11   | 13:16            | 16:5  | 16:14     | 16:11                 | 16:13  | 16:0      |
| 5.        | compLexity            | 12:16       | 16:5              | 22:25         | 16:10                |            | 16:11   | 19:17            | 14:16 | 13:16     | 13:16                 | 12:16  | 16:0      |
| 6.        | Cloud 9               | 19:17       | 16:6              | 6:16          | 12:16                | 16:11      |         | 12:16            | 10:16 | 16:19     | 16:7                  | 16:11  | 16:0      |
| 7.        | 3sUP Enterprises      | 14:16       | 6:16              | 11:16         | 16:13                | 16:7       | 6:16    |                  | 16:7  | 1:16      | 1:16                  | 16:7   | 16:0      |
| 8.        | Enemy                 | 5:16        | 12:16             | 9:16          | 6:16                 | 14:16      | 16:12   | 22:18            |       | 16:11     | 5:16                  | 8:16   | 16:0      |
| 9.        | SapphireKelownaDotCom | 2:16        | 10:16             | 8:16          | 11:16                | 21:25      | 8:16    | 10:16            | 5:16  |           | 16:13                 | 16:6   | 16:0      |
| 10.       | Method                | 11:16       | 3:16              | 3:16          | 6:16                 | 8:16       | 10:16   | 13:16            | 7:16  | 16:12     |                       | 16:13  | 16:0      |
| 11.       | Winterfox             | 16:11       | 5:16              | 14:16         | 4:16                 | 12:16      | 1:16    | 19:16            | 22:25 | 9:16      | 19:15                 |        | 16:0      |
| 12.       | Coastless             | 0:16        | 0:16              | 0:16          | 0:16                 | 0:16       | 0:16    | 0:16             | 0:16  | 0:16      | 0:16                  | 0:16   |           |

## Offline-Finals
Die Offline-Finals fanden vom 10. bis zum 13. Dezember 2015 im Studio der Electronic Sports League in Burbank statt. Fnatic verteidigte dabei seinen Titel.

### Lineups der Teams
| Team Conquest            | Counter Logic Gaming     | Team EnVyUs                  | fnatic                    |
| ------------------------ | ------------------------ | ---------------------------- | ------------------------- |
| Peter „Stanislaw“ Jarguz | Tarik „TaRiK“ Celik      | Vincent „Happy“ Schopenhauer | Dennis „dennis“ Edman     |
| Shahzeb „Shahzam“ Khan   | James „hazed“ Cobb       | Fabien „kioShiMa“ Fiey       | Freddy „KRiMZ“ Johansson  |
| Keith „NAF-FLY“ Markovic | Steve „reltuC“ Cutler    | Dan „apEX“ Madesclaire       | Olof „olofm“ Kajbjer      |
| Damien „daps“ Steele     | Josh „jdm64“ Marzano     | Nathan „NBK“ Schmitt         | Robin „flusha“ Rönnquist  |
| Will „Rush“ Wierzba      | Pujan „FNS“ Mehta        | Kenny „kennyS“ Schrub        | Jesper „JW“ Wecksell      |
| Team Liquid              | Luminosity Gaming        | Natus Vincere                | Question Mark 1           |
| Mohamad „mOE“ Assad      | Fernando „fer“ Alvarenga | Denis „seized“ Kostin        | Finn „Karrigan“ Andersen  |
| Nick „nitr0“ Cannella    | Marcelo „cold“ David     | Ladislav „GuardiaN“ Kovács   | René „cajunb“ Borg        |
| Eric „adreN“ Hoag        | Tacio „TACO“ Filho       | Ioann „Edward“ Sucharjew     | Andreas „Xyp9x“ Højsleth  |
| Spencer „Hiko“ Martin    | Lincoln „fnx“ Lau        | Danylo „Zeus“ Teslenko       | Peter „dupreeh“ Rasmussen |
| Jacob „FugLy“ Medina     | Gabriel „FalleN“ Toledo  | Egor „flamiE“ Vasilyev       | Nicolai „device“ Reedtz   |

### Gruppe A
|  | Halbfinale         | Halbfinale    | Halbfinale | Halbfinale | Halbfinale |  |  | Spiel um den Gruppensieg | Spiel um den Gruppensieg | Spiel um den Gruppensieg | Spiel um den Gruppensieg | Spiel um den Gruppensieg |
|  |                    |               |            |            |            |  |  |                          |                          |                          |                          |                          |
|  |                    |               |            |            |            |  |  |                          |                          |                          |                          |                          |
|  | Vereinigte Staaten | Team Liquid   | 14         | 5          |            |  |  |                          |                          |                          |                          |                          |
|  | Frankreich         | Team EnVyUs   | 16         | 16         |            |  |  |                          |                          |                          |                          |                          |
|  |                    |               |            |            |            |  |  | Frankreich               | Team EnVyUs              | 16                       | 16                       |                          |
|  |                    |               |            |            |            |  |  | Schweden                 | fnatic                   | 11                       | 6                        |                          |
|  | Kanada             | Team Conquest | 4          | 10         |            |  |  |                          |                          |                          |                          |                          |
|  | Schweden           | fnatic        | 16         | 16         |            |  |  |                          |                          |                          |                          |                          |
|  |                    |               |            |            |            |  |  |                          |                          |                          |                          |                          |

|  | Verlierermatch     | Verlierermatch | Verlierermatch | Verlierermatch | Verlierermatch |  |  | Spiel um den zweiten Gruppenplatz | Spiel um den zweiten Gruppenplatz | Spiel um den zweiten Gruppenplatz | Spiel um den zweiten Gruppenplatz | Spiel um den zweiten Gruppenplatz |
|  |                    |                |                |                |                |  |  |                                   |                                   |                                   |                                   |                                   |
|  |                    |                |                |                |                |  |  | Schweden                          | fnatic                            | 16                                | 16                                |                                   |
|  | Vereinigte Staaten | Team Liquid    | 12             | 16             | 16             |  |  | Vereinigte Staaten                | Team Liquid                       | 14                                | 8                                 |                                   |
|  | Kanada             | Team Conquest  | 16             | 7              | 6              |  |  |                                   |                                   |                                   |                                   |                                   |

### Gruppe B
|  | Halbfinale         | Halbfinale           | Halbfinale | Halbfinale | Halbfinale |  |  | Spiel um den Gruppensieg | Spiel um den Gruppensieg | Spiel um den Gruppensieg | Spiel um den Gruppensieg | Spiel um den Gruppensieg |
|  |                    |                      |            |            |            |  |  |                          |                          |                          |                          |                          |
|  |                    |                      |            |            |            |  |  |                          |                          |                          |                          |                          |
|  | Danemark           | Question Mark        | 16         | 16         |            |  |  |                          |                          |                          |                          |                          |
|  | Vereinigte Staaten | Counter Logic Gaming | 12         | 6          |            |  |  |                          |                          |                          |                          |                          |
|  |                    |                      |            |            |            |  |  | Danemark                 | Question Mark            | 16                       | 16                       |                          |
|  |                    |                      |            |            |            |  |  | Ukraine                  | Natus Vincere            | 12                       | 13                       |                          |
|  | Ukraine            | Natus Vincere        | 16         | 19         |            |  |  |                          |                          |                          |                          |                          |
|  | Brasilien          | Luminosity Gaming    | 5          | 15         |            |  |  |                          |                          |                          |                          |                          |
|  |                    |                      |            |            |            |  |  |                          |                          |                          |                          |                          |

|  | Verlierermatch     | Verlierermatch       | Verlierermatch | Verlierermatch | Verlierermatch |  |  | Spiel um den zweiten Gruppenplatz | Spiel um den zweiten Gruppenplatz | Spiel um den zweiten Gruppenplatz | Spiel um den zweiten Gruppenplatz | Spiel um den zweiten Gruppenplatz |
|  |                    |                      |                |                |                |  |  |                                   |                                   |                                   |                                   |                                   |
|  |                    |                      |                |                |                |  |  | Ukraine                           | Natus Vincere                     | 16                                | 12                                | 16                                |
|  | Vereinigte Staaten | Counter Logic Gaming | 8              | 12             |                |  |  | Brasilien                         | Luminosity Gaming                 | 11                                | 16                                | 6                                 |
|  | Brasilien          | Luminosity Gaming    | 16             | 16             |                |  |  |                                   |                                   |                                   |                                   |                                   |

### Playoffs
|  | Halbfinale | Halbfinale    | Halbfinale | Halbfinale | Halbfinale |               |    | Finale | Finale | Finale | Finale | Finale | Finale | Finale |
|  |            |               |            |            |            |               |    |        |        |        |        |        |        |        |
|  | Frankreich | Team EnVyUs   | 9          | 18         |            |               |    |        |        |        |        |        |        |        |
|  | Ukraine    | Natus Vincere | 16         | 22         |            |               |    |        |        |        |        |        |        |        |
|  | Ukraine    | Natus Vincere | 16         | 22         | Ukraine    | Natus Vincere | 14 | 14     | 16     | 16     | 6      |        |        |        |
|  |            |               |            |            |            | Natus Vincere | 14 | 14     | 16     | 16     | 6      |        |        |        |
|  |            | Schweden      | fnatic     | 16         | 16         | 6             | 14 | 16     |        |        |        |        |        |        |
|  | Schweden   | Schweden      | fnatic     | 16         | 16         | 6             | 14 | 16     | fnatic | 16     | 16     |        |        |        |
|  | Schweden   |               |            |            |            |               |    |        | fnatic | 16     | 16     |        |        |        |
|  | Danemark   | Question Mark | 12         | 14         |            |               |    |        |        |        |        |        |        |        |

### Preisgeldverteilung
| Platz | Clan                               | Preisgeld (in US-Dollar) |
| ----- | ---------------------------------- | ------------------------ |
| 1.    | fnatic                             | 100.000                  |
| 2.    | Natus Vincere                      | 60.000                   |
| 3.–4. | Question Mark Team EnVyUs          | 25.000                   |
| 5.–6. | Luminosity Gaming Team Liquid      | 12.500                   |
| 7.–8. | Counter Logic Gaming Team Conquest | 7.500                    |

## Relegationsspiele
Die Gewinner der Relegationsspiele sind für die ESL Pro League Season 3 teilnahmeberechtigt.

### EU-Relegation
Neben SK Gaming konnten sich Flipsid3 Tactics für die dritte Saison qualifizieren.

|  | Zeit: 16. Dezember 2015 18:00 MEZ |              |    |    |  |
|  |                                   |              |    |    |  |
|  | Danemark                          | SK Gaming    | 16 | 16 |  |
|  | Schweden                          | Publiclir.se | 1  | 14 |  |
|  |                                   |              |    |    |  |

|  | Zeit: 16. Dezember 2015 21:00 MEZ |                  |    |    |  |
|  |                                   |                  |    |    |  |
|  | Europaische Union                 | HellRaisers      | 8  | 11 |  |
|  | Ukraine                           | Flipsid3 Tactics | 16 | 16 |  |
|  |                                   |                  |    |    |  |

### NA-Relegation
In der amerikanischen Relegation konnte sich kein Anwärter aus der ESEA Premier League durchsetzen.

|  | Zeit: 17. Dezember 2015 1:00 MEZ |        |    |    |  |
|  |                                  |        |    |    |  |
|  | Vereinigte Staaten               | Method | 16 | 16 |  |
|  | Vereinigte Staaten               | Splyce | 10 | 11 |  |
|  |                                  |        |    |    |  |

|  | Zeit: 17. Dezember 2015 00:00 MEZ |                |    |    |    |
|  |                                   |                |    |    |    |
|  | Vereinigte Staaten                | Winterfox      | 16 | 10 | 16 |
|  | Vereinigte Staaten                | Denial eSports | 13 | 16 | 14 |
|  |                                   |                |    |    |    |